# Gl 868
Gl 868 (též GJ 868 nebo HD 216803) je oranžový trpaslík spektrální třídy K5V, nacházející se v souhvězdí Jižní ryby (Piscis Austrinus). Od Země je vzdálen přibližně 44,5 světelných let (13,6 parseků).
Díky své hvězdné velikosti kolem 9,6 magnitudy není Gl 868 viditelná pouhým okem. Oranžoví trpaslíci této třídy mají nižší hmotnosti, menší poloměry a chladnější povrchy než Slunce, a proto září méně jasně. Takové hvězdy jsou často zajímavým cílem pro astrofyzikální výzkum, zejména při studiu potenciálních exoplanetárních systémů, stabilních zón obyvatelnosti a dlouhodobého hvězdného vývoje.
O hvězdě Gl 868 je k dispozici omezené množství údajů. Budoucí a přesnější měření, například z družice Gaia, mohou pomoci lépe určit její fyzikální vlastnosti, jako je hmotnost, poloměr, přesnější teplota či stáří, a případně odhalit přítomnost planetárních průvodců.